# Liste der Baudenkmale in Lüneburg – Hindenburgstraße
In der Liste der Baudenkmale in Lüneburg – Hindenburgstraße sind Baudenkmale in der Hindenburgstraße in der niedersächsischen Stadt Lüneburg aufgelistet. Die Quelle der IDs und der Beschreibungen ist der Denkmalatlas Niedersachsen. Der Stand der Liste ist der 24. Dezember 2021.

## Allgemein
In den Spalten befinden sich folgende Informationen:
- Lage: die Adresse des Baudenkmales und die geographischen Koordinaten. Kartenansicht, um Koordinaten zu setzen. In der Kartenansicht sind Baudenkmale ohne Koordinaten mit einem roten Marker dargestellt und können in der Karte gesetzt werden. Baudenkmale ohne Bild sind mit einem blauen Marker gekennzeichnet, Baudenkmale mit Bild mit einem grünen Marker.
- Bezeichnung: Bezeichnung des Baudenkmales
- Beschreibung: die Beschreibung des Baudenkmales. Unter § 3 Abs. 2 NDSchG werden Einzeldenkmale und unter § 3 Abs. 3 NDSchG Gruppen baulicher Anlagen und deren Bestandteile ausgewiesen.
- ID: die Objekt-ID des Baudenkmales
- Bild: ein Bild des Baudenkmales, ggf. zusätzlich mit einem Link zu weiteren Fotos des Baudenkmals im Medienarchiv Wikimedia Commons. Wenn man auf das Kamerasymbol klickt, können Fotos zu Baudenkmalen aus dieser Liste hochgeladen werden:

## Baudenkmale
Die Hindenburgstraße verläuft in West-Ost-Richtung nördlich der Altstadt. Die Straße ist nach dem Reichspräsident der Weimarer Republik benannt. Die Bebauung der Straße begann um 1900.

| Lage                                              | Bezeichnung | Beschreibung                                                                                           | ID       | Bild |
| ------------------------------------------------- | ----------- | --- | -------- | ---- |
| Hindenburgstraße 3 53° 15′ 12″ N, 10° 24′ 27″ O   | Wohnhaus    | | 30661267 |      |
| Hindenburgstraße 3a 53° 15′ 12″ N, 10° 24′ 26″ O  | Wohnhaus    | | 30663328 |      |
| Hindenburgstraße 3b 53° 15′ 12″ N, 10° 24′ 25″ O  | Wohnhaus    | | 30661285 |      |
| Hindenburgstraße 22 53° 15′ 12″ N, 10° 24′ 20″ O  | Logenhaus   | Das Haus wurde als Backsteinbau in den Jahren 1907/1908 nach einem Entwurf von Franz Krüger errichtet. | 30657377 |      |
| Hindenburgstraße 79 53° 15′ 9″ N, 10° 23′ 53″ O   | Wohnhaus    | | 30661576 |      |
| Hindenburgstraße 80 53° 15′ 9″ N, 10° 23′ 54″ O   | Wohnhaus    | | 30661594 |      |
| Hindenburgstraße 81 53° 15′ 10″ N, 10° 23′ 55″ O  | Wohnhaus    | | 30661630 |      |
| Hindenburgstraße 82 53° 15′ 9″ N, 10° 23′ 56″ O   | Wohnhaus    | | 30661612 |      |
| Hindenburgstraße 108 53° 15′ 11″ N, 10° 24′ 24″ O | Wohnhaus    | | 30661303 |      |
| Hindenburgstraße 112 53° 15′ 11″ N, 10° 24′ 29″ O | Wohnhaus    | | 30661247 |      |
| Hindenburgstraße 114 53° 15′ 11″ N, 10° 24′ 30″ O | Wohnhaus    | | 30663308 |      |